# تنورة باليه
تنورة راقصة الباليه هي تنورة كاملة تصل إلى منتصف الساق أو فوق الكعبين، وغالبًا ما تتكون من عدة طبقات من القماش. وكان النمط الشعبي خلال الخمسينيات. لأنها تقوم على طول توتو رومانسي.
وكانت التنانير الباليه طول شعبية باستمرار عن الثياب الرسمية، وخاصة بالنسبة للشابات.

## التاريخ
منذ أوائل خمسينيات القرن السادس عشر، كان للزي الروماني تأثير قوي على تصميم الأزياء: كانت التنانير الحريرية ضخمة، وغالبًا ما كانت العناصر الأساسية مبالغًا فيها، وغالبًا ما كانت مستوحاة من الملابس اليومية. في أوائل القرن السابع عشر تم تطريز الحرير والساتان والأقمشة الأخرى بالذهب الحقيقي والأحجار الكريمة. فبالرغم من أن هذه الزينة الفخمة رفعت مستوى الزخرفة في أزياء الباليه، إلا أن الملابس الثقيلة والهياكل الداعمة لم تسمح للراقصين بأداء حركات رشيقة وأثقلت كاهلهم في النهاية.
خلال أوائل القرن الثامن عشر الميلادي اخترعت التنورة الموسعة، وهي تنورة تحتية مطوقة تعمل على رفع التنانير بضع بوصات عن الأرض. ومع ذلك، مع سيطرة الحركة الرومانسية، تحولت أزياء الباليه نحو التركيز بشكل أكبر على الملابس الضيقة. ظهر التوتو الرومانسي في باريس عام 1832 حين ارتدتها ماري تاجليوني لأول مرة في عرض الباليه بعنوان (لا سيلفيد). تميزت هذه التنورة بتصميم مميز على شكل جرس يصل إلى طول ربلة الساق، ويمتد بين الركبتين والكاحلين. صنعت التنورة من طبقات من الطرلاتان المتصلب أو الشاش القطني الشفاف، مما خلق الوهم بالامتلاء دون أن تكون ثقيلة. بحلول عام 1870، بدأت راقصات الباليه الأخريات في ارتداء تنانير قصيرة فوق الركبة مما يسمح بإظهار حركات القدم المعقدة وسمح بظهور السراويل الداخلية المكشكشة المرتبطة بالتنورة. بدأت تنانير الباليه تصبح أقصر خلال القرن العشرين. احتوت بعض تنانير الباليه على طبقات من التارلاتان مما ساعد على خلق تأثير متوهج. خلال الأربعينيات من القرن العشرين تم إدخال الأطواق لتصبح التنورة بارزة من جهة الوركين. وسرعان ما حل التول محل التارلاتان مما جعل الطوق خيارًا وليس ضرورة. النمط الأكثر شيوعًا اليوم هو التنورة القصيرة التي ظهرت في أواخر القرن التاسع عشر وهي مصنوعة من أقمشة ومواد مختلفة تتراوح بين الأقمشة الرقيقة والأقمشة الشفافة.